# Bartolomeo Bon
Bartolomeo Bon' (* Campione, oko 1380. - † Venecija, 1464.) bio je talijanski kipar i arhitekt porijeklom iz švicarskog kraja Campione d'Italia koji se naselio u Veneciju i zajedno s ocem Giovanniem Bonom vodio od 1421. do 1464. vrlo uspješnu kiparsko - graditeljsku radionicu.
Bartolomeo Bon, bio je kasno gotički kipar i graditelj, a to je tada u prvoj polovici 15. st., bio prevladavajući umjetnički pravac, koji je u spoju s bizantinskom dekorativnošću postao novi venecijanski stil - gotico fiorito.

## Život i rad
Vrlo je teško s potpunom preciznošću odrediti radove koje je izveo Bartolomeo, a koje njegov otac Giovanni.
Pretpostavlja se da su zajedno izveli čipkasto pročelje slavne gotičke palače Ca 'd'Oro (1424. – 1430.) i Mramorna vrata Bazilike Frari (Basilica di Santa Maria dei Frari). Oni su izveli i slavnu Porta della Carta (Papirnata vrata) na Duždevoj palači (1438. – 1442.).
Nakon smrti oca, Bartolomeo Bon je nastavio voditi radionicu sam, iako ne više toliko uspješno i s toliko puno narudžba. 
Drži se da je on izradio Portal za Veliku bratovštinu sv. Marka (Scuola Grande di San Marco), originalna luneta s tog portala nalazi se danas u londonskom,Victoria & Albert Museumu, Portal za crkvu San Polo (Chiesa di San Polo) i Slavoluk Foscari za Duždevu palaču.

## Vanjske poveznice
- Web Gallery of Art: Bartolomeo Bon